# ЮАР на летних Олимпийских играх 2020
Южно-Африканская Республика на летних Олимпийских играх 2020 года в Токио была представлена 179 спортсменами в 16 видах спорта. Это самая крупная делегация в истории участия страны в Олимпийских играх. В связи с пандемией COVID-19 Международный олимпийский комитет принял решение перенести Игры на 2021 год.
В марте 2020 года Исполком МОК, продолжая политику гендерного равенства на Олимпийских играх, одобрил изменения в протокол церемоний открытия и закрытия Игр, согласно которым у национальных олимпийских комитетов появилась возможность заявить в качестве знаменосцев одного мужчину и одну женщину. На церемонии открытия Игр знаменосцами сборной ЮАР стали четырёхкратный призёр Олимпийских игр пловец Чад ле Кло и вратарь женской сборной по хоккею на траве Пхумелела Мбанде, а на церемонии закрытия право нести национальный флаг было доверено легкоатлету Анасо Йободвана.
По итогам соревнований на счету южноафриканских спортсменов были 1 золотая и 2 серебряные медали, что позволило сборной ЮАР занять 52-е место в неофициальном медальном зачёте. По сравнению с прошлыми Играми результат сборной оказался значительно хуже. В 2016 году южноафриканские олимпийцы смогли завоевать 10 медалей (2 золотых, 6 серебряных и 2 бронзовых).

## Медали
| Золото  |                   |                                        |         |
| №       | Спортсмены        | Вид спорта (дисциплина)                | Дата    |
| 1       | Татьяна Скунмакер | Плавание (200 метров брассом, женщины) | 30 июля |
| Серебро |                   |                                        |         |
| №       | Спортсмены        | Вид спорта (дисциплина)                | Дата    |
| 1       | Татьяна Скунмакер | Плавание (100 метров брассом, женщины) | 27 июля |
| 2       | Бьянка Бёйтендах  | Сёрфинг (женщины)                      | 27 июля |

## Состав сборной
Для многих видов спорта национальный олимпийский комитет ЮАР установил собственные критерии отбора. Квоты, завоёванные на континентальном отборе, были одобрены национальным комитетом тем спортсменам, которые показали высокий результат и на мировых соревнованиях.
 Академическая гребля
1. Квота 1
2. Квота 2

Велоспорт
 Маунтинбайк
1. Квота 1
2. Квота 2

 Регби-7
1. Квота 1
2. Квота 2
3. Квота 3
4. Квота 4
5. Квота 5
6. Квота 6
7. Квота 7
8. Квота 8
9. Квота 9
10. Квота 10
11. Квота 11
12. Квота 12

 Синхронное плавание
1. Квота 1
2. Квота 2

 Футбол
1. Кобамело Кодисанг
2. Сибусисо Мабилисо
3. Эвиденс Макгопа
4. Терсиус Малепе
5. Макбет Махлангу
6. Камохело Махлатси
7. Сифисо Млунгвана
8. Тебохо Мокоэна
9. Джеймс Моньян
10. Гудман Моселе
11. Катлего Мохамме
12. Мондли Мпото
13. Тендо Мукумела
14. Нкосингефиле Нгкобо
15. Лютер Сингх
16. Ронвен Уильямс
17. Люк Флёрс
18. Риве Фрослер
19. Тхабо Челе

## Результаты соревнований

### Академическая гребля
Соревнования по академической гребле пройдут с 24 по 31 июля 2020 года на гребном канале Си Форест в Токийском заливе. В следующий раунд из каждого заезда проходят несколько лучших экипажей (в зависимости от дисциплины). В июне 2017 года МОК, в рамках проводимой политики гендерного равенства, утвердил решение о замене соревнований в мужских легковесных четвёрках на женские четвёрки распашные. Впервые в истории количество дисциплин у мужчин и женщин в олимпийской программе академической гребли стало равным.
В отборочный заезд гребных соревнований попадают спортсмены, выбывшие в предварительном раунде. В финал A выходят 6 сильнейших экипажей, остальные разыгрывают места в утешительных финалах B-F.
Основным этапом отбора на Олимпийские игры стал чемпионат мира 2019 года в австрийском Оттенсхайме. По его результатам южноафриканские гребцы завоевали одну олимпийскую лицензию в мужских двойках распашных без рулевого.
Мужчины
| Соревнование | Спортсмены | Предварительный заезд | Предварительный заезд | Предварительный заезд | Отборочный заезд | Отборочный заезд | Отборочный заезд | Четвертьфинал | Четвертьфинал | Четвертьфинал | Полуфинал | Полуфинал | Полуфинал | Финал | Финал | Итоговое место |
| Соревнование | Спортсмены | Заезд                 | Время                 | Место                 | Заезд            | Время            | Место            | Заезд         | Время         | Место         | Заезд     | Время     | Место     | Время | Место | Итоговое место |
| ------------ | ---------- | --------------------- | --------------------- | --------------------- | ---------------- | ---------------- | ---------------- | ------------- | ------------- | ------------- | --------- | --------- | --------- | ----- | ----- | -------------- |
| двойки       |            |                       |                       |                       |                  |                  |                  | не проводится | не проводится | не проводится |           |           |           | Финал | Финал |                |
| двойки       |            |                       |                       |                       |                  |                  |                  | не проводится | не проводится | не проводится |           |           |           |       |       |                |

### Велоспорт
Соревнования по велоспорту на летних Олимпийских играх 2020 пройдут с 25 июля по 9 августа.

#### Маунтинбайк
Соревнования в маунтинбайке на Играх 2020 года пройдут 27 и 28 июля. Основным критерием отбора стран для участия в Олимпийских играх стал олимпийский квалификационный рейтинг UCI, сформированный по результатам квалификационных соревнований в период с 28 мая 2019 года по 27 мая 2020 года. Также небольшая часть квот была распределена по результатам континентальных первенств и чемпионата мира 2019 года, причём две квоты были разыграны между спортсменами не старше 23 лет.
Сборная ЮАР завоевала олимпийские лицензии, благодаря удачному выступлению на чемпионате Африки, который прошёл с 11 по 13 апреля 2019 в столице Намибии Виндхуке. В мужской части победителем соревнований стал участник Олимпийских игр 2016 года Алан Хатерли, а в женской — Мариске Страусс. Южноафриканские спортсмены примут участие в олимпийском маунтинбайке в четвёртый раз подряд.
Мужчины
| Соревнование | Спортсмены | Время | Место | Отставание |
| ------------ | ---------- | ----- | ----- | ---------- |
| кросс-кантри |            |       |       |            |

Женщины
| Соревнование | Спортсмены | Время | Место | Отставание |
| ------------ | ---------- | ----- | ----- | ---------- |
| кросс-кантри |            |       |       |            |

### Футбол
Футбольный турнир традиционно начался до официального начала Олимпийских игр. Перед началом Игр Международный олимпийский комитет расширил заявку на турнир до 22 человек, при этом на матч можно было заявить только 18 человек.
Мужчины
Соревнования в мужском футболе прошли с 22 июля по 7 августа. В связи с переносом Олимпийских игр в мужском турнире приняли участие сборные, составленные из игроков не старше 24 лет (родившиеся после 1 января 1997 года), а не 23 как на всех предыдущих Играх. Также в заявку могли войти не более 3 футболистов старше этого возраста. Олимпийская сборная ЮАР по футболу квалифицировалась на Игры, войдя в число трёх сильнейших сборных по итогам молодёжного Кубка африканских наций 2019 года. Сборная ЮАР во второй раз подряд примет участие в мужском футбольном турнире.
Состав
Итоговый состав олимпийской сборной был объявлен 3 июля 2021 года.
| №              | Имя                 | Клуб                 | Дата рождения   | Возраст | Игр     | Голов   |
| Вратари        | Вратари             | Вратари              | Вратари         | Вратари | Вратари | Вратари |
| -------------- | ------------------- | -------------------- | --------------- | ------- | ------- | ------- |
| 1              | Ронвен Уильямс      | Суперспорт Юнайтед   | 21 января 1992  | 29 лет  |         |         |
| 16             | Мондли Мпото        | Блумфонтейн Селтик   | 24 июля 1998    | 22 года |         |         |
| 22             | Сифисо Млунгвана    | Голден Эрроуз        | 27 апреля 1997  | 24 года |         |         |
| Защитники      |                     |                      |                 |         |         |         |
| 2              | Джеймс Моньян       | Орландо Пайретс      | 30 апреля 2000  | 21 год  |         |         |
| 3              | Катлего Мохамме     | Университет Претории | 10 марта 1998   | 23 года |         |         |
| 5              | Люк Флёрс           | Суперспорт Юнайтед   | 3 марта 2000    | 21 год  |         |         |
| 11             | Макбет Махлангу     | ТС Гэлакси           | 11 октября 2001 | 19 лет  |         |         |
| 14             | Сибусисо Мабилисо   | Амазулу              | 14 апреля 1999  | 22 года |         |         |
| 15             | Терсиус Малепе      | Орландо Пайретс      | 18 февраля 1997 | 24 года |         |         |
| 17             | Тендо Мукумела      | Кейптаун Спёрс       | 30 января 1998  | 23 года |         |         |
| Полузащитники  |                     |                      |                 |         |         |         |
| 4              | Тебохо Мокоэна      | Суперспорт Юнайтед   | 24 января 1997  | 24 года |         |         |
| 6              | Камохело Махлатси   | Морока Свэллоуз      | 23 августа 1997 | 22 года |         |         |
| 7              | Нкосингефиле Нгкобо | Кайзер Чифс          | 19 ноября 1999  | 21 год  |         |         |
| 8              | Тхабо Челе          | Кова да Пиедади      | 15 января 1997  | 24 года |         |         |
| 12             | Гудман Моселе       | Барока               | 18 ноября 1999  | 21 год  |         |         |
| 13             | Риве Фрослер        | Кайзер Чифс          | 11 января 1998  | 23 года |         |         |
| 18             | Кобамело Кодисанг   | Брага                | 28 августа 1999 | 21 год  |         |         |
| Нападающие     |                     |                      |                 |         |         |         |
| 9              | Эвиденс Макгопа     | Барока               | 5 июня 2000     | 21 год  |         |         |
| 10             | Лютер Сингх         | Пасуш де Феррейра    | 5 августа 1997  | 23 года |         |         |
| Главный тренер |                     |                      |                 |         |         |         |
| Флаг ЮАР       | Дэвид Нотоан        | Дэвид Нотоан         | 7 февраля 1969  | 52 года |         |         |

Результаты
Групповой этап (группа A)
| Поз | Команда    | И | В | Н | П | МЗ | МП | РМ | О | Квалификация     |
| --- | ---------- | - | - | - | - | -- | -- | -- | - | ---------------- |
| 1   | Япония (Х) | 3 | 3 | 0 | 0 | 7  | 1  | +6 | 9 | Выход в плей-офф |
| 2   | Мексика    | 3 | 2 | 0 | 1 | 8  | 3  | +5 | 6 | Выход в плей-офф |
| 3   | Франция    | 3 | 1 | 0 | 2 | 5  | 11 | −6 | 3 |                  |
| 4   | ЮАР        | 3 | 0 | 0 | 3 | 3  | 8  | −5 | 0 |                  |

| 22 июля 2021 20:00 UTC+9 | \| Япония \| 1:0 Отчёт \| ЮАР \| \| Кубо 71′ \| Голы \| \| | Стадион: Адзиномото, Токио Зрителей: 0 Судья: Хесус Валенсуэла |
| Япония                   | 1:0 Отчёт                                                  | ЮАР                                                            |
| Кубо 71′                 | Голы                                                       |                                                                |

| 25 июля 2021 17:00 UTC+9                    | \| Франция \| 4:3 Отчёт \| ЮАР \| \| Жиньяк 57′, 78′, 86′ (пен.) · Саванье 90+2′ \| Голы \| Кодисанг 53′ · Макхопа 73′ · Мокоэна 82′ \| | Стадион: Сайтама 2002, Сайтама Зрителей: 0 Судья: Кевин Ортега |
| Франция                                     | 4:3 Отчёт | ЮАР                                                            |
| Жиньяк 57′, 78′, 86′ (пен.) · Саванье 90+2′ | Голы | Кодисанг 53′ · Макхопа 73′ · Мокоэна 82′                       |

| 28 июля 2021 20:30 UTC+9 | \| ЮАР \| 0:3 Отчёт \| Мексика \| \| \| Голы \| Вега 18′ · Ромо 45′ · Мартин 60′ \| | Стадион: Саппоро Доум, Саппоро Зрителей: 0 Судья: Мэттью Конгер |
| ЮАР                      | 0:3 Отчёт                                                                           | Мексика                                                         |
|                          | Голы                                                                                | Вега 18′ · Ромо 45′ · Мартин 60′                                |

Итог: по результатам мужского футбольного турнира олимпийская сборная ЮАР по футболу заняла 16-е место.